# Aedi (gruppo musicale)
Gli Aedi sono un gruppo musicale italiano proveniente da Macerata e San Severino Marche. La loro musica è una miscela di indie rock e noise rock.

## Storia del gruppo
Gli Aedi nascono a San Severino Marche nel 2007 dall'incontro di Celeste Carboni (voce, pianoforte, clarinetto, farfisa), Paolo Ticà (chitarra, synth, violino), Jones Piu (basso), Claudio Innamorati (chitarra) e Daniele Gatto (batteria).
Nel 2008 pubblicano in download gratuito, il loro primo EP dal titolo The adventures of yellow.
Nel 2009 esce il loro primo EP ufficiale per la Elevator Records, dal titolo Polish.
Nel 2010 è la volta del loro primo LP dal titolo Aedi Met Heidi ed edito dalla Seahorse Recordings, in collaborazione con la Fridge Italia.
L'11 febbraio 2013 esce per l'etichetta polacca Gusstaff Records, produttrice fra gli altri di Tarwater, Hugo Race e Sacri Cuori, il loro secondo album dal titolo Ha Ta Ka Pa. L'album, ben recepito dalla critica europea e dal pubblico, vede la produzione artistica di Alexander Hacke degli Einstürzende Neubauten, cosa che li porta a suonare in giro per l'Italia ed in Europa. Nel corso dei tour, la band apre il live di artisti come gli Akron/Family, Kid Millions (Oneida) e altri.

## Formazione
- Celeste Carboni (voce, piano, clarinetto, farfisa)
- Paolo Ticà (chitarre, synth, violino)
- Jones Piu (basso)
- Claudio Innamorati (chitarra)
- Daniele Gatto (batteria, percussioni)

## Discografia

### Album
- 2010 – Aedi Met Heidi, CD, Seahorse Recordings SRCD-041, Italia
- 2013 – Ha Ta Ka Pa, CD, Gusstaff Records, Polonia

### 7" ed EP
- 2008 – The adventures of yellow, autoproduzione, Italia
- 2009 – Polish, , Elevator Records ELE 012, Italia

## Videografia
- 2010 - She is Happy (regia di Davide Marchi e Marco Modafferi)
- 2011 - Monster (regia di Michele Senesi)
- 2011 - Peter & Clara (regia di Davide Marchi e Marco Modafferi)
- 2013 - Rabbit on the road (regia di Saverio Romagnoli)